# Ismet Popovac
Ismet Popovac (zahynul 21. srpna 1943 blízko Trebinje, Nezávislý stát Chorvatsko) byl bosňácký bojovník mezi četniky. Spolu s Mustafou Mulalićem patřil k malé skupině bosenských Muslimů, kteří bojovali po boku Dragoljuba Mihajloviće.
Popovac byl původem z oblasti Nevesinje. Vzděláním byl právník a lékař. Politicky podporoval tehdejší meziválečný režim v jugoslávském království. Po jistou dobu také zastával post starosty města Konjic. Byl členem spolku Gajret, který byl znám svými radikálními prosrbskými postoji.[zdroj?]
Popovac byl mezi četniky aktivní. Jeho úkolem bylo v oblasti jihu Bosny a Hercegoviny rozšířit aktivitu četnického vojska. Sám Popovac vedl Muslimskou národní vojenskou organizaci. Byl spolu s Mustafou Pašićem sledován ustašovskou tajnou policií. Podařilo se mu do řad četniků naverbovat okolo dvou až osmi tisíc bosenských Muslimů, kteří poté bojovali proti chorvatským fašistům.
Zabit byl při střetu s komunistickými partyzány v srpnu 1943.